# Вителсбах (замък)
Замъкът Вителсбах (на немски: Burg Wittelsbach) е разрушен замък, останките на който се намират в град Айхах в Баварска Швабия, Германия.
Крепостта е спомената в документ за пръв път около 1000 г. Името на замъка Witilinesbac се появява през 1115 г. в документ на крал Хайнрих V. През 1119 г. граф Ото V фон Шайерн се мести от замъка Шайерн в замъка Вителсбах. От 1120 г. графовете фон Шайерн се наричат пфалцграфове фон Вителсбах. Затова замъкът се смята за резиденция на Вителсбахите.
През 1209 г. замъкът е унищожен и не е поправян. На неговото място е построена църква, от която се образува селището Обервителсбах, което е самостоятелно до 1978 г.